# Талловое масло
Та́лловое ма́сло, талло́ль — тёмноокрашенная вязкая жидкость с резким характерным запахом, представляющая собой смесь органических соединений, преимущественно смоляных кислот, ненасыщенных кислот, жирных кислот, жирных спиртов; продукт обработки серной кислотой сульфатного мыла, получаемого в качестве побочного продукта при варке целлюлозы из древесины сульфатным способом.
Название происходит от швед. tallolja — «сосновое масло».
Используется как флотореагент, компонент смазочно-охлаждающих жидкостей, а также полуфабрикат для получения канифоли, органических кислот и других соединений.